# Karl Christian Bruhns
Karl Christian Bruhns (Plön, 22 de novembro de 1830 — Leipzig, 25 de julho de 1881) foi um astrônomo alemão.
Bruhns estudou inicialmente matemática e astronomia e trabalhou desde 1851 em uma oficina mecânica em Berlim, onde pela qualidade de seu trabalho adquiriu a confiança de Johann Franz Encke, que era então diretor do Observatório Astronômico de Berlim. Encke admitiu-o como segundo assistente em 1852, tornando-se primeiro assistente em 1854. Em 1856 obteve um doutorado com a tese De planetis minoribus inter Martem et Jovem circa Solem versantibus (Sobre os asteroides que circundam na órbita entre marte e júpiter) (Berlim 1856), orientado por Johann Franz Encke, com habilitação em 1859 na Universidade de Berlim. Em 1860 foi professor de astronomia e diretor do Observatório Astronômico de Leipzig. Por projeto seu nos anos 1860/61 foi construído um novo observatório em Johannistal e o antigo observatório em Pleißenburg fechado. Bruhns realizou trabalho intensivo no cálculo da trajetória de cometas, tendo descoberto alguns deles.
Quando Johann Jacob Baeyer foi contratado para a medição dos arcos meridianos da Europa Central, Bruhns assumiu os trabalhos astronômico-geodéticos na Saxônia. Durante longo tempo Bruhns foi chefe do Instituto Geodético da Prússia e publicou diversas obras entre 1865 e 1874.
Na fundação de um Instituto de Geografia na Universidade de Leipzig Bruhns teve papel destacado na contratação de Oscar Ferdinand Peschel.
Na área da meteorologia Bruhns foi fundamental pela construção de uma densa rede de estações meteorológicas na Saxônia.

## Obras
- Die astronomische Strahlenbrechung  in ihrer historischen Entwicklung. Leipzig 1861
- Geschichte und Beschreibung der Leipziger Sternwarte. Leipzig 1861
- Atlas der Astronomie. Leipzig 1872
- Biographie Enckes. Leipzig 1869